# Église Saint-Martin de Montcornet
L'église Saint-Martin est une église située à Montcornet, en France.

## Description
L'église est très remarquable ; elle appartient à la transition du roman au gothique et a la forme d'une croix grecque, aussi large que longue. Huit tourelles élégantes lui donnent l'apparence d'un château fort. Son portail est orné de belles sculptures gothiques. La flèche qui s'élevait sur l'édifice, fut détruite en 1574. Des auteurs supposent que cette église fut bâtie par les Templiers et qu'une autre église paroissiale, depuis longtemps détruite, s'élevait au milieu de la ville.
Une maquette (permettant de bien se représenter toutes les tours, tourelles et échauguettes) est exposée à l'intérieur de l'édifice lui-même.

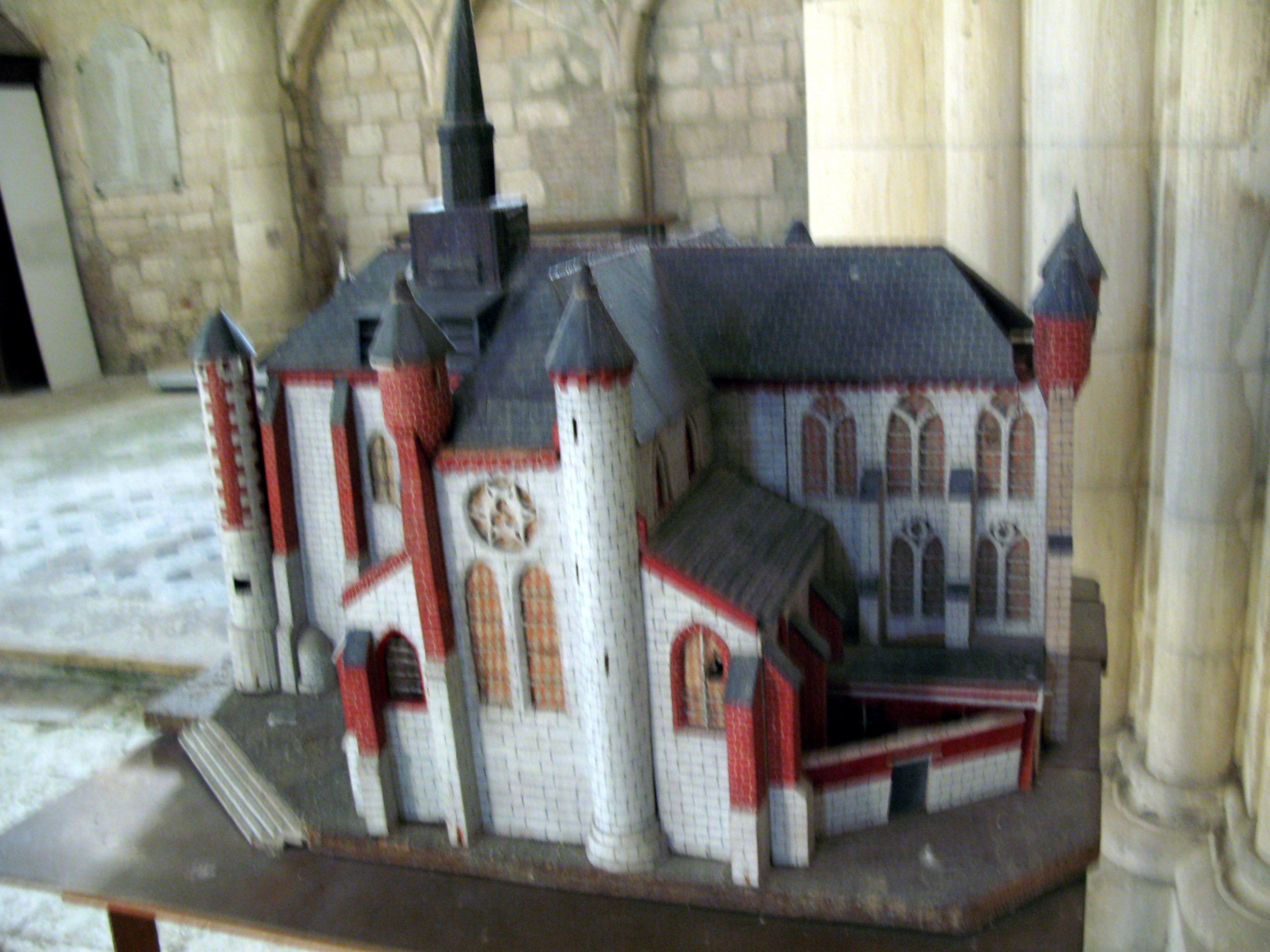
Maquette de l'église de Moncornet.
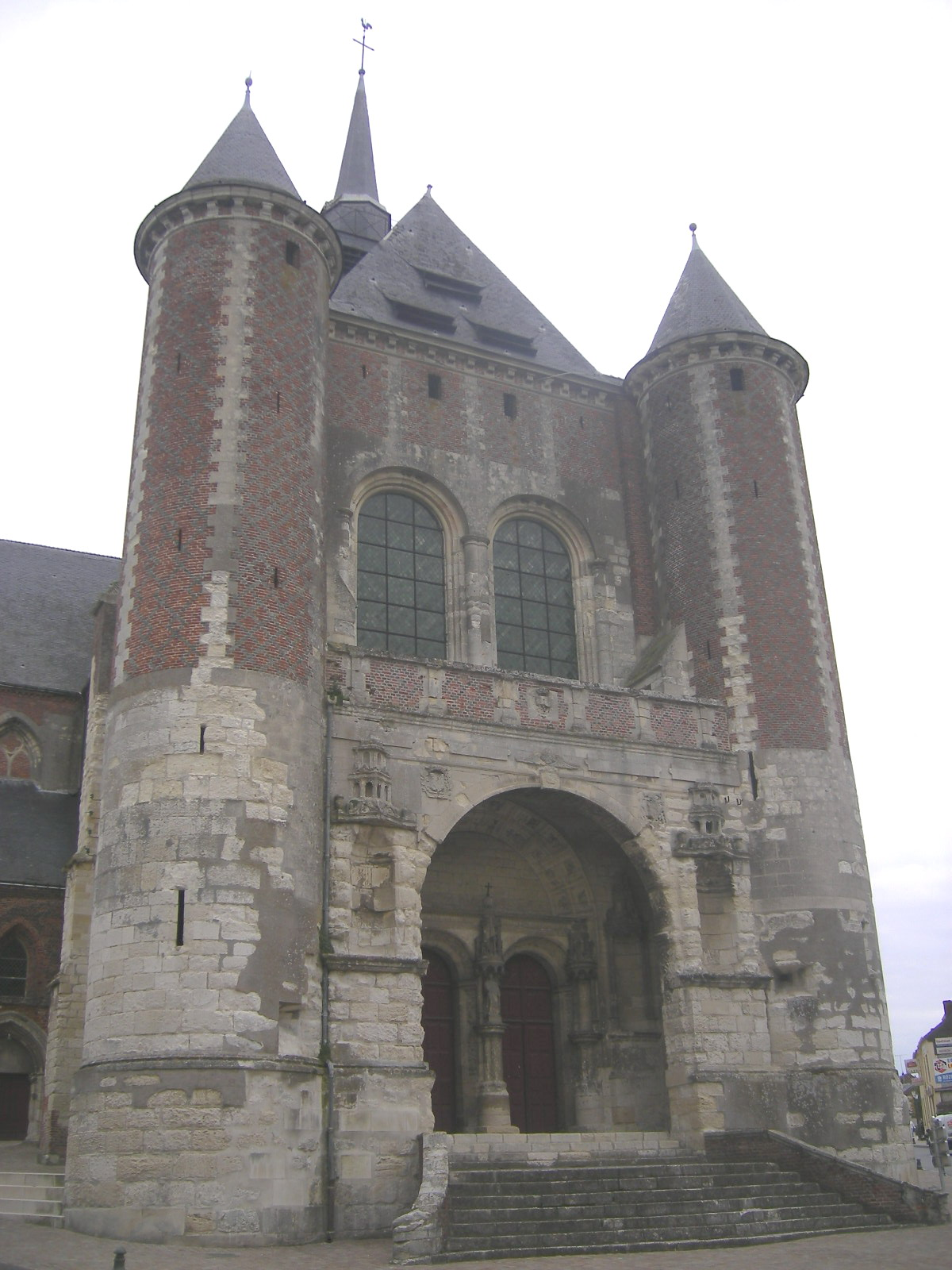
Église de Moncornet (façade Ouest).

## Localisation
L'église est située sur la commune de Montcornet, dans le département de l'Aisne.

## Historique
Avant la Révolution, le patronage de la cure (possibilité de présenter à l'évêque, pour qu'il l'ordonne, le desservant d'une église) de Montcornet, appartenait au chapitre de Saint-Laurent de Rozoy. Les gros décimateurs étaient ledit chapitre pour deux tiers à la condition de donner quatre gerbes sur vingt-sept qu'il recevait, au chapelain de la chapelle Sainte-Marguerite de Montcornet, et le curé de la paroisse pour l'autre tiers. En 1768, la cure valait 525 livres ; elle possédait des immeubles. Tous les biens de l'église et ceux de ses diverses chapelles furent vendus comme biens nationaux, à la Révolution.
Le monument est classé au titre des monuments historiques en 1911.
Les 4 et 5 avril 1917, les tuyaux de l’orgue sont démontés, fondus et transformés en lingots. Les bancs sont démontés et sciés pour faire de la place pour les centaines de blessés et prisonniers français.
Du 18 au 24 juin 1917, quatre cloches de l’église sont démontées et brisées à coup de masse par des prisonniers russes et envoyées en Allemagne pour y être fondues. La cinquième est restée jusqu’au 12 avril 1918, date à laquelle elle est tombée sur le sol détrempé sans se briser. Elle fut conservée dans un bâtiment de la rue Neuve où les Allemands entassaient des métaux de toutes sortes. Cette cloche fut remontée à la fin de la guerre par des prisonniers allemands.
Les 6 et 7 septembre 1917, les militaires allemands enlèvent les lustres, la grande couronne accrochée au plafond, les candélabres, les plats à quêter et les tuyaux de cuivre.
En octobre 1917, les autorités allemandes font replacer une cloche de l’église par une nouvelle en tôle.